# Thryptomene saxicola
Thryptomene saxicola là một loài thực vật có hoa trong Họ Đào kim nương. Loài này được (A.Cunn. ex Hook.) Schauer miêu tả khoa học đầu tiên năm 1844.